# 베치 베이커

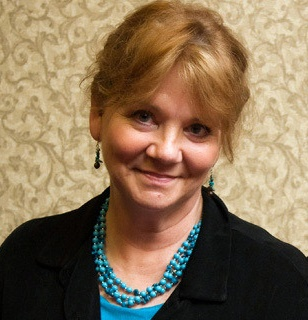

베치 베이커(Betsy Baker, 1955년 5월 8일 ~ )는 미국의 배우이다.
아이오와주 시더래피즈에서 태어났다.

## 영화
- 호수괴물 (2016년)
- 2084 (2009년)
- 야만적 학살: 코미디 (2007년)
- 더 캣츠 먀우 (2006년) - 로나 역
- 이블 데드 (1981년) - 린다 윌리엄스 역